# Magura V5
Magura V5 – ukraiński morski dron szturmowy, autonomiczny pojazd nawodny skonstruowany do prowadzenia ataku na nawodne jednostki pływające, dalekiego rozpoznania morskiego i obserwacji aktywności przybrzeżnej, eskortowania i wspierania tradycyjnych flot, eskortowania statków handlowych, kierowania ogniem artyleryjskim. Nazwa rozwijana była jako skrótowiec od angielskiego: Maritime Autonomous Guard Unmanned Robotic Apparatus, lecz zarazem oznacza szczyt w Beskidach. Bezzałogowy nawodny pojazd pływający ma długości 5,5 metra, wagę 1000 kilogramów i przenosi bojowy ładunek wybuchowy o masie 200 kg. Zdolny jest do operowania z prędkością 80 km/h w promieniu do 400 km, z maksymalnym zasięgiem 800 km. Według innych źródeł, głowica bojowa ma masę do 320 kg. Dron wyposażony jest w autopilota, podsystemy wideo (w tym noktowizyjny), moduły komunikacyjne i głowicę bojową. Pojazd kontrolowany jest z autonomicznej naziemnej stacji kontroli, dysponującej własnym centrum przetwarzania danych i środkami transportu.
Program opracowania bezzałogowca ogłoszono w listopadzie 2022 roku, po wybuchu pełnoskalowej wojny na Ukrainie, a w lipcu 2023 roku jego model zaprezentowano na salonie obronnym IDEF w Stambule. Następnie drony te zaczęły być wykorzystywane do ataków na okręty nawodne rosyjskiej Floty Czarnomorskiej na Morzu Czarnym oraz w rosyjskiej bazie morskiej w Sewastopolu. W nocy na 1 lutego 2024 roku drony Magura zatopiły kuter rakietowy „Iwanowiec”, a 14 lutego duży okręt desantowy „Cezar Kunikow”.
5 marca 2024 roku łodzie Magura zatopiły patrolowiec „Siergiej Kotow”.
Jako opcjonalnie przenoszone uzbrojenie łodzi Magura zaadaptowano także dwie wyrzutnie pocisków powietrze-powietrze bliskiego zasięgu R-73  – w czerwcu 2024 roku Ukraina zgłaszała zestrzelenie za ich pomocą śmigłowca Ka-29, a 31 grudnia 2024 roku potwierdzono nagraniem zestrzelenie śmigłowca rodziny Mi-8.